# Карате Кід
«Карате Кід» (англ. The Karate Kid; досл. Малюк-каратист) — фільм США 2010 року про бойові мистецтва, п'ятий фільм однойменної франшизи, ремейк фільму «Малюк-каратист» 1984 року, знятий голландсько-норвезьким режисером Харальдом Цвартом. У головних ролях Джекі Чан і Джейден Сміт. Прокат в Україні — з 19 серпня 2010 року. У світовому прокаті зібрав понад 335 млн доларів (при бюджеті в 40 млн).

## Сюжет
Історія розповідає про 12-річного Дре Паркера (Джейден Сміт) із Детройта, штат Мічиган, який переїжджає до Пекіна, Китай, зі своєю овдовілою матір'ю Шеррі (Тараджі Генсон) і стикається з хуліганом-сусідом Ченом (Чженвей Ван). Він знаходить малоймовірного союзника у вигляді старого різнороба містера Хана (Джекі Чан), майстра кунг-фу, який навчає його секретах самозахисту.

## У головних ролях
- Джекі Чан — містер Хан
- Джейден Сміт — Дрей Паркер
- Тараджі Генсон — Шеррі Паркер
- Чженьвей Ван — Чен
- Жунгуан Ю — майстер Лі
- Гань Веньвень — Мей